# Manfred Clauss

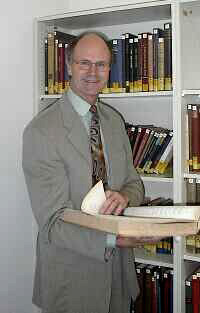
Manfred Clauss (2005)

Manfred Clauss (* 16. August 1945 in Köln; † 20. Januar 2025) war ein deutscher Althistoriker. Nach Professuren in Siegen (1980), Eichstätt (1984) und an der FU Berlin (1987–1993) hatte er von 1993 bis 2005 den Lehrstuhl für Alte Geschichte der Frankfurter Goethe-Universität inne. Für die Fachwelt erwarb er sich bleibende Verdienste durch die Epigraphik-Datenbank Clauss-Slaby (EDCS), eine führende Datenbank lateinischer Inschriften. Er verfasste rund 20 Bücher für ein breites Publikum von Sparta über Israel und das Alte Ägypten bis hin zu Rom.

## Leben und Wirken
Von 1965 bis 1970 studierte Manfred Clauss an den Universitäten Köln, Bonn und Marburg die Fächer Katholische Theologie, Geschichte und Philosophie. 1970 legte er die erste philologische Staatsprüfung in Katholischer Theologie und Geschichte ab, wurde Wissenschaftliche Hilfskraft an der Universität Bonn und Verwalter der Stelle eines wissenschaftlichen Assistenten an der Ruhr-Universität Bochum. Im Jahr 1973 wurde er promoviert in Alter Geschichte bei Géza Alföldy. 1975 wechselte Clauss als Wissenschaftlicher Assistent an die Freie Universität Berlin. 1976 erfolgte eine weitere Promotion in Katholischer Theologie (Kirchengeschichte) in Bonn. 1978 wurde Clauss Assistenzprofessor und habilitierte sich 1979 in Alter Geschichte.
Im Jahr 1980 erfolgte die Berufung als Professor auf den Lehrstuhl (C 3) für Alte Geschichte an der Universität-Gesamthochschule Siegen. Ab 1984 war er Professor (C 4) für Alte Geschichte an der Katholischen Universität Eichstätt, ab 1987 schließlich Universitätsprofessor (C 4) für Alte Geschichte an der Freien Universität Berlin, seit 1993 an der Universität Frankfurt am Main. Von 2005 bis 2008 war Clauss beurlaubt und nicht mehr in der akademischen Lehre tätig. Zum 1. Oktober 2008 wurde er emeritiert. Im Jahr 2007 erhielt er den Ausonius-Preis der Universität Trier. Ihm wurde 2009 die Ehrendoktorwürde der Universität Potsdam und 2015 der Université de Lorraine verliehen.
Manfred Clauss’ Forschungsschwerpunkte waren die Lateinische Epigraphik, Religionsgeschichte, die Geschichte des alten Israel, die Geschichte der Römischen Kaiserzeit sowie die systematische Sozialgeschichte der Antike. Er war Herausgeber der Reihe Gestalten der Antike bei der Wissenschaftlichen Buchgesellschaft. Mit der Epigraphik-Datenbank Clauss-Slaby unterhielt er eine bedeutende Online-Datenbank zur antiken Epigraphik. Von 1989 bis 1993 war er Vorsitzender der Mommsen-Gesellschaft. Er verfasste zahlreiche Artikel für das Biographisch-Bibliographische Kirchenlexikon (BBKL).
Sein Sohn Martin Clauss (* 1973) ist Mittelalterhistoriker.

## Schriften (Auswahl)
- Untersuchungen zu den principales des römischen Heeres von Augustus bis Diokletian. Cornicularii, speculatores, frumentarii. Bochum 1973 (zugleich: phil. Diss., Universität Bochum 1973).
- Die Beziehungen des Vatikans zu Polen während des II. Weltkrieges (= Bonner Beiträge zur Kirchengeschichte. Bd. 11). Böhlau, Köln u. a. m. 1979, ISBN 3-412-04678-7 (zugleich: theol. Diss., Universität Bonn 1976).
- Der magister officiorum in der Spätantike (4.–6. Jahrhundert). Das Amt und sein Einfluss auf die kaiserliche Politik (= Vestigia. Bd. 32). C. H. Beck, München 1980, ISBN 3-406-04802-1 (zugleich: Habilitationsschrift, Freie Universität Berlin 1979).
- Sparta. Eine Einführung in seine Geschichte und Zivilisation (= Beck’sche Elementarbücher). C. H. Beck, München 1983, ISBN 3-406-09476-7.
- Geschichte Israels. Von der Frühzeit bis zur Zerstörung Jerusalems (587 v. Chr.). C. H. Beck, München 1986, ISBN 3-406-31175-X.
- Mithras. Kult und Mysterien. C. H. Beck, München 1990, ISBN 3-406-34325-2 (In englischer Sprache: The Roman Cult of Mithras. The God and His Mysteries. Edinburgh University Press, Edinburgh 2000, ISBN 0-7486-1396-X). Neuauflage unter dem Titel Mithras. Kult und Mysterium. Philipp von Zabern, Darmstadt/Mainz 2012, ISBN 978-3-8053-4581-1.
- Cultores Mithrae. Die Anhängerschaft des Mithras-Kultes (= Heidelberger Althistorische Beiträge und Epigraphische Studien. Bd. 10). Franz Steiner, Stuttgart 1992, ISBN 3-515-06128-2.
- Einführung in die Alte Geschichte (= C. H. Beck Studium). C. H. Beck, München 1993, ISBN 3-406-37329-1. In italienischer Sprache: Introduzione alla storia antica (= Piccola biblioteca Einaudi, NS, Bd. 170, Storia e geografia). Einaudi, Turin 2002, ISBN 88-06-16083-4.
- Kleopatra (= Beck’sche Reihe, Bd. 2009, C. H. Beck Wissen). C. H. Beck, München 1995, ISBN 3-406-39009-9. In spanischer Sprache: Cleopatra (= Flashback, Bd. 4). Acento, Madrid 2001, ISBN 84-483-0556-6; in italienischer Sprache: Cleopatra. Carocci, Rom 2002, ISBN 88-430-2340-3.
- Konstantin der Große und seine Zeit (= Beck’sche Reihe, Bd. 2042, C. H. Beck Wissen). C. H. Beck, München 1996, ISBN 3-406-41042-1. In spanischer Sprache: Constantino el Grande y su época. Acento, Madrid 2001, ISBN 84-483-0611-2; in tschechischer Sprache: Konstantin Veliký. Římský císař mezi pohanstvím a křest'anstvím (= Velké postavy světových dějin, Bd. 3). Vyšehrad, Prag 2005, ISBN 80-7021-734-0; in italienischer Sprache: Costantino e il suo tempo (= Universale Paperbacks Il Mulino, Bd. 647). Il Mulino, Bologna 2013, ISBN 978-88-15-24461-1.
- als Herausgeber: Die römischen Kaiser. 55 historische Portraits von Caesar bis Iustinian. C. H. Beck, München 1997, ISBN 3-406-42727-8. In rumänischer Sprache: Împăraţi romani. 55 de portrete de la Caesar la Iustinian. Editura Enciclopedică, Bukarest 2001, ISBN 973-45-0370-7.
- Das alte Israel. Geschichte, Gesellschaft, Kultur (= Beck’sche Reihe, Bd. 2073, C. H. Beck Wissen). C. H. Beck, München 1999, ISBN 3-406-44573-X. In spanischer Sprache: Antiguo Israel. Historia, sociedad, cultura (= Flashback, Bd. 8). Acento, Madrid 2001, ISBN 84-483-0584-1; in italienischer Sprache: Israele nell'età antica (= Universale Paperbacks Il Mulino. Bd. 448). Il Mulino, Bologna 2003, ISBN 88-15-09304-4.
- Kaiser und Gott. Herrscherkult im römischen Reich. Teubner, Stuttgart u. a. m. 1999, ISBN 3-519-07444-3.
- Lexikon lateinischer militärischer Fachausdrücke (= Schriften des Limesmuseums Aalen, Bd. 52). Theiss, Stuttgart 1999, ISBN 3-8062-1441-7.
- Das Alte Ägypten. Alexander Fest Verlag, Berlin 2001, ISBN 3-8286-0141-3. In italienischer Sprache: L’antico Egitto. Dagli albori della civiltà egizinana alla formazione del primo Impero, il Nuovo Regno e la grande regina Cleopatra (= I volti della storia, Bd. 130). Newton e Compton, Rom 2002, ISBN 88-8289-760-5.
- Alexandria. Schicksale einer antiken Weltstadt. Klett-Cotta, Stuttgart 2003, ISBN 3-608-94329-3.
- als Herausgeber mit Franck Goddio: Ägyptens versunkene Schätze. Fotografien von Christoph Gerigk. Prestel, München u. a. m. 2006, ISBN 3-7913-3544-8.
- Geschichte des alten Israel (= Oldenbourg Grundriss der Geschichte, Bd. 37). Oldenbourg, München 2009, ISBN 978-3-486-55927-9.
- Große Gestalten der Antike. Rowohlt Berlin, Berlin 2010, ISBN 978-3-87134-673-6.
- Der Kaiser und sein wahrer Gott. Der spätantike Streit um die Natur Christi. Primus-Verlag, Darmstadt 2010, ISBN 978-3-89678-816-0.
- Ramses der Große (= Gestalten der Antike). Primus-Verlag, Darmstadt 2010, ISBN 978-3-89678-676-0 (In italienischer Sprache: Ramesse il Grande (= Profili, NS, Bd. 53). Salerno, Rom 2011, ISBN 978-88-8402-722-1).
- Der Pharao. Kohlhammer, Stuttgart 2012, ISBN 978-3-17-021658-7.
- Ein neuer Gott für die alte Welt. Die Geschichte des frühen Christentums. Rowohlt Berlin, Berlin 2015, ISBN 978-3-87134-794-8.
- Athanasius der Große. Der unbeugsame Heilige. Philipp von Zabern, Darmstadt 2016, ISBN 978-3-8053-4957-4.